# الخمس (حبيش)

تعديل مصدري - تعديل

الخمس هي إحدى قرى عزلة المشيرق بمديرية حبيش التابعة لمحافظة إب، بلغ تعداد سكانها 496 نسمة حسب تعداد اليمن لعام 2010.